# رسلان ليتفينوف
رسلان ليتفينوف (بالروسية: Литвинов, Руслан Романович)‏ هو لاعب كرة قدم روسي في مركز الوسط، ولد في 18 أغسطس 2001 في فارونيش في روسيا. لعب مع سبارتاك موسكو ونادي سبارتاك موسكو 2 لكرة القدم.

## وصلات خارجية
- رسلان ليتفينوف على موقع قاعدة بيانات كرة القدم.إي يو (الإنجليزية)
- رسلان ليتفينوف على موقع ناشيونال فوتبول تيمز (الإنجليزية)
- رسلان ليتفينوف على موقع Soccerway.com (الإنجليزية)
- رسلان ليتفينوف على موقع عالم كرة القدم.نت (الإنجليزية)